# Glacier Illecillewaet
Vous lisez un « bon article » labellisé en 2014.
Pour les articles homonymes, voir Illecillewaet (homonymie).
Le glacier Illecillewaet (anglais : Illecillewaet Glacier), autrefois appelé Great Glacier ou « Grand Glacier », est une étendue de glace et de neige compacte de dix kilomètres carrés sur un dénivelé de plus de 1 100 mètres d'altitude, située au sein du parc national des Glaciers dans la province de Colombie-Britannique au Canada.
L'Illecillewaet est l'un des plus remarquables parmi les glaciers du parc. Il constitue l'un des principaux points d'intérêt pour les visiteurs de la région depuis les années 1880. À l'époque, le front du glacier était proche du chemin de fer ; depuis un siècle, la glace a reculé de 1,5 kilomètre.
C'est l'un des glaciers du Canada pour lesquels on dispose du plus grand nombre d'éléments historiques sur l'évolution de sa taille. La peintre et naturaliste américaine Mary Vaux (1860–1940) remarqua dès sa seconde visite en 1894 que le front du glacier avait fortement reculé. Elle décida de revenir chaque été avec ses deux frères pour en prendre des photographies, ce qui permet aujourd'hui d'avoir une trace de son évolution historique.

## Toponymie
Le nom du glacier provient de celui de la rivière Illecillewaet qui y prend sa source. Le nom Illecillewaet est sans doute une anglicisation du mot « selxe7itkw », qui signifie « grande eau » en okanagan, la langue parlée par les Sinixt, et désignait la rivière en aval du glacier,. Cette appellation a graduellement remplacé celle de Great Glacier (« grand glacier »), employée vers le début du XXe siècle par les promoteurs du Canadien Pacifique, pour finalement être adoptée officiellement par Parcs Canada durant les années 1960.

## Géographie

### Situation
Le glacier Illecillewaet est situé dans le Sud-Ouest du Canada, au Sud-Est de la province de Colombie-Britannique, dans le district régional de Columbia-Shuswap. Il fait partie du chaînon montagneux Sir Donald, dans la chaîne Columbia. Il se trouve à 60 kilomètres au nord-est de Revelstoke et à 230 kilomètres à l'ouest de Calgary. Il est niché au sud du mont Sir Donald, au sud-est du col Rogers, au sein du parc national des Glaciers qui comprend 400 glaciers. Il s'épanche vers le nord-ouest et son eau de fonte est la source de la rivière Illecillewaet, un affluent du fleuve Columbia. Il constitue l'une des langues glaciaires du névé Illecillewaet qui alimente aussi les glaciers Asulkan, Geikie et Deville.

### Caractéristiques physiques
En 2002, la superficie totale du glacier est de 8,83 km2, comprenant ses zones d'accumulation de 4,92 km2 et d'ablation de 3,91 km2. Son épaisseur maximale est estimée à 100 m et son point le plus haut à 2 800 m. Le roc exposé dans la zone de recul présente des signes d'excavation glaciaire.

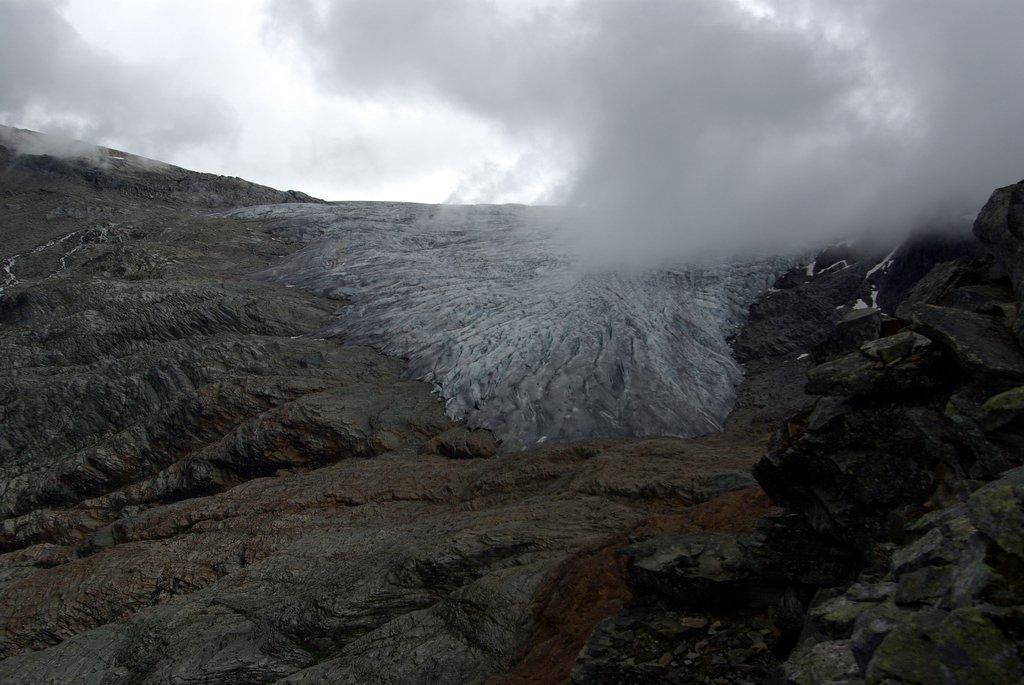
Vue du front glaciaire depuis l'ouest.
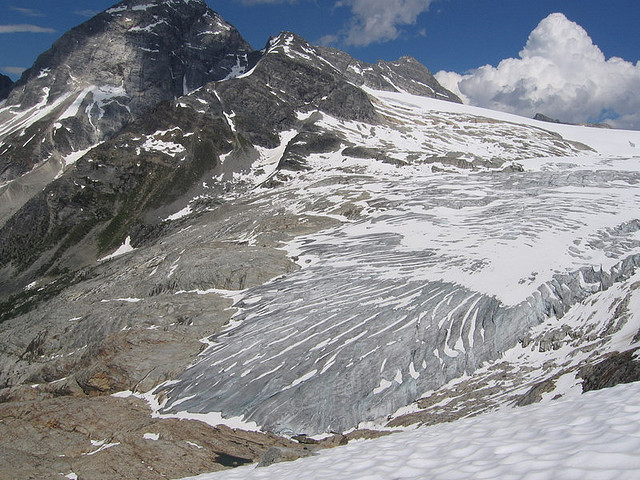
Vue de la langue glaciaire depuis le sud.
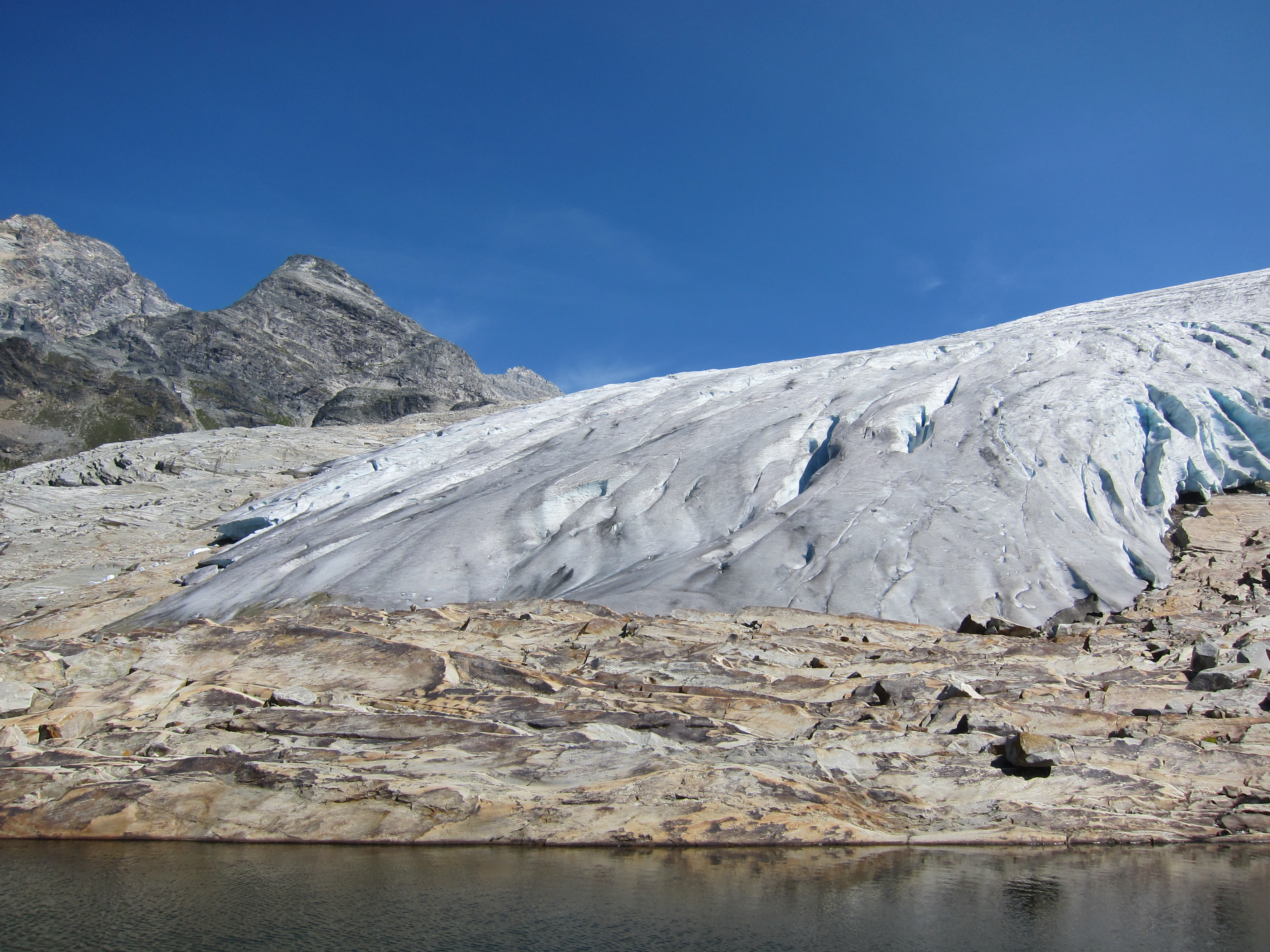
Vue du rebord septentrional du glacier.

### Étude glaciologique et évolution

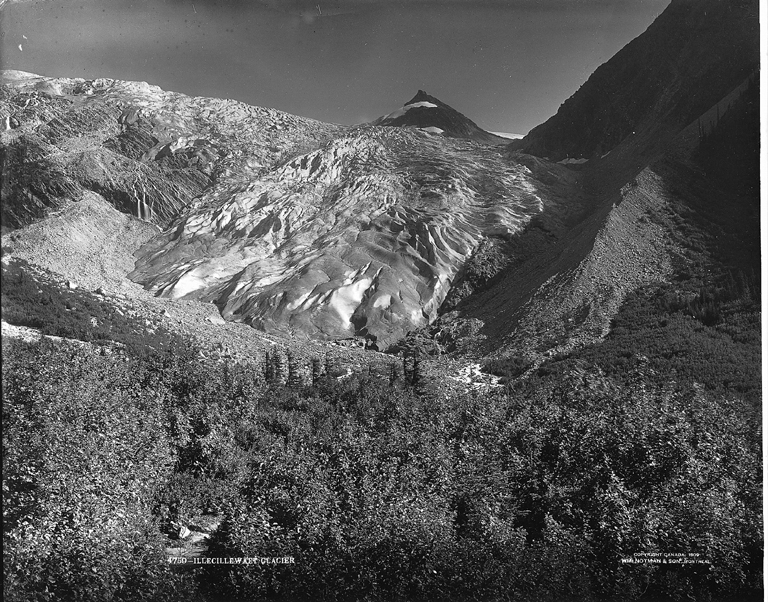
Le glacier Illecillewaet en 1909.

Le glacier Illecillewaet est le premier glacier à avoir été étudié et celui dont les données sont les plus anciennes au Canada. Les premières études le concernant ont été réalisées par la famille Vaux entre 1887 et 1912. George, William et Mary Vaux, avec l'aide d'A. O. Wheeler et C. E. Webb ont mesuré le front du glacier à l'aide de photos prises annuellement à partir de points fixes. Dès 1912, les observations ont été plus sporadiques, principalement en raison de la Première Guerre mondiale, la fermeture de l'hôtel Glacier House et la Grande Dépression. Le Service des ressources et des forces hydrauliques a commencé à prendre des relevés du glacier en 1945 à partir de lignes de références. Les données ont été récoltées chaque année entre 1945 en 1950 et tous les deux ans entre 1950 et 1960. En 1972, Parcs Canada reprend les relevés abandonnés en 1960. Une étude menée par Dan McCarthy de l'Université Brock a débuté en 1996 sur la croissance du lichen, dont le Rhizocarpon geographicum, pour calculer le temps d'exposition à l'air libre de la roche depuis le retrait des glaciers. L'imagerie satellite a aussi été utilisée pour prendre des mesures du glacier.
Depuis les premières études prises à la fin du XIXe siècle, le glacier a connu un recul presque continuel. En 1951, sa surface a diminué de 28 % sur une période d'environ un siècle. Entre 1887 et 1962, le front glaciaire a régressé de près de 1,5 km. Parcs Canada a toutefois observé un gain de superficie de 1 % entre 1951 et 1986 et une avancée du front de 100 m entre 1972 et 1986. Entre 1895 et 1995, le glacier avait perdu plus de 1 110 m de longueur. Si la taille des glaciers du Parc des Glaciers est globalement restée stable depuis 1978, celle des glaciers de basse altitude, comme le glacier Illecillewaet, a en revanche beaucoup décru. Lors du dernier inventaire réalisé en 2011, le glacier avait reculé de 31 m par rapport à sa position de 2000.

## Histoire

### Le Canadien Pacifique et leGlacier House

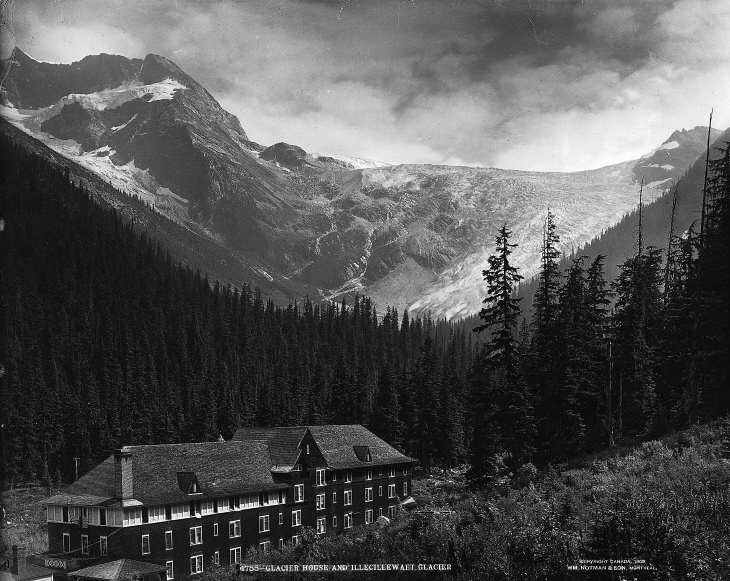
Glacier House et glacier Illecillewaet en 1909.

Aucune trace de fréquentation n'a été trouvée dans le parc national des Glaciers, malgré la présence d'Amérindiens dans les vallées à l'ouest et à l'est. La première personne d'origine européenne à observer le glacier est l'arpenteur ferroviaire Albert Bowman Rogers, qui explora la région en 1882-1883 à la recherche d'un col pour le passage de la ligne de chemin de fer du Canadien Pacifique. Le glacier et ses alentours deviennent une des premières destinations touristiques de l'Ouest canadien dès l'achèvement du premier chemin de fer transcontinental canadien dans le col Rogers en 1885. En 1886, le gouvernement canadien crée deux petites réserves naturelles, une pour le glacier et l'autre pour le col Rogers. Elles sont agrandies et regroupées quelques années plus tard pour former le parc national des Glaciers. L'hôtel Glacier House a été construit la même année. Il a rapidement un grand succès, au point qu'un wagon-lit dût être stationné à proximité en attendant l'aménagement de chambres supplémentaires par des travaux d'agrandissements réalisés en 1892 et en 1904. En 1907, le glacier était le plus visité d'Amérique du Nord. Le Glacier House a fortement contribué au développement du tourisme de montagne dans la région et a inspiré la construction de l'hôtel Château Lake Louise près du lac Louise.
Le site attire également des alpinistes et des glaciologues. La première ascension officielle du glacier est réalisée en 1901 par Arthur Oliver Wheeler (en) avec Edward Feuz et Charles Clarke, mais ce ne sont sans doute pas les premiers à l'avoir conquis. Wheeler et le Club alpin du Canada ont construit un refuge de montagne près du Glacier House pour les besoins de l'alpinisme. Feuz est un des nombreux guides suisses, engagés par le Canadien Pacifique, pour accompagner les touristes sur le glacier et les monts environnants.

### Famille Vaux

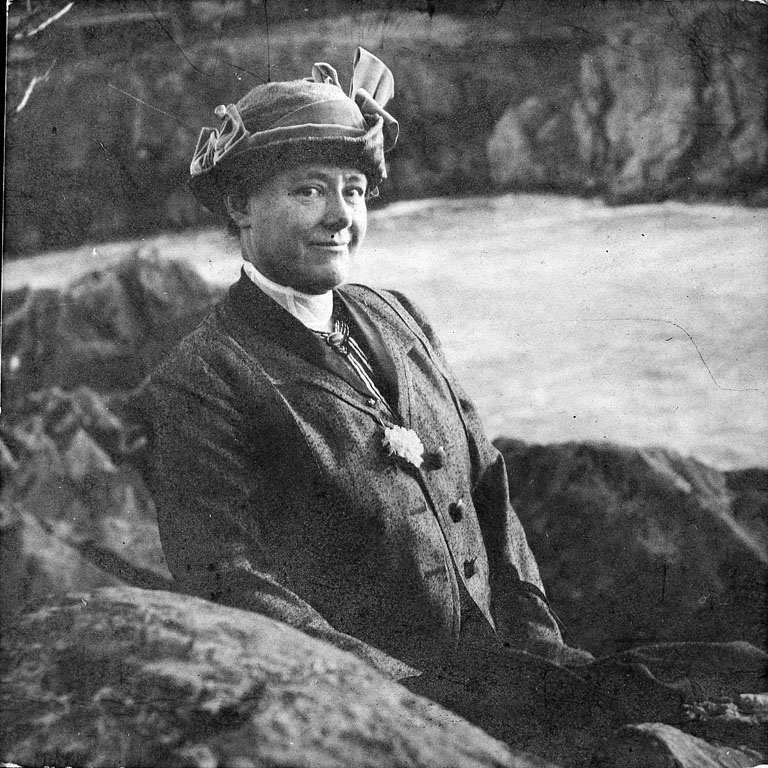
Mary Vaux en 1914

En 1887, les Vaux, famille quaker bien connue de Pennsylvanie, séjournent au Glacier House et visitent le glacier Illecillewaet. Lors de leur visite suivante en 1894, le retrait du glacier attire leur attention. Les enfants, William, George fils et Mary, photographes amateurs, commencent à prendre des clichés du glacier à partir de points fixes. Leurs observations sont présentées à l'Académie nationale des sciences en 1897. Ces travaux sont alors considérés comme une innovation dans une science naissante : la glaciologie. Mary Vaux visite la région chaque été jusqu'en 1940, année de sa mort.
Les nombreuses photographies, prises avec soin, sont accompagnées de notes et d'observations. Les premières sont des plaques photographiques développées à Philadelphie. Leur œuvre comprend 2 000 vues de glaciers, lacs et montagnes des parcs de Banff, Yoho et Glaciers. Le petit-fils de George Vaux Jr., Henry Vaux Jr., a noté la nature statique du territoire, les deux seuls changements étant la présence de la route Transcanadienne et le retrait du glacier.

### Route Transcanadienne
La mise en service du tunnel Connaught en 1916 permet le passage d'une ligne de chemin de fer qui court-circuite l'hôtel Glacier House, lequel n'est pas accessible en automobile. La réputation de l'hôtel lui permet de se maintenir quelques années mais il ferme finalement le 15 septembre 1924. Un incendie le détruit complètement au printemps suivant. Durant la trentaine d'années suivante, le glacier reste peu visité. En 1962, la route Transcanadienne est complétée en suivant un tracé proche de l'ancien chemin de fer. Parcs Canada réaménage les infrastructures, ajoute le camping Illecillewaet et étend le réseau de sentiers du parc.

## Protection du territoire et tourisme
Le glacier est entièrement compris dans le parc national des Glaciers, d'une superficie de 1 349 km2, créé en 1886 pour protéger les « plus beaux paysages de la région » selon le décret d'établissement. La fréquentation du glacier n'est pas connue avec exactitude, mais chaque année 60 000 personnes visitent l'arrière-pays et 2 000 y séjournent une nuit. En moyenne, près de 15 000 skieurs et planchistes fréquentent l'arrière-pays chaque année.
Le camping Illecillewaet, situé au départ des sentiers de l'arrière-pays, propose soixante emplacements dont certains bénéficient d'une vue sur le glacier. À l'extrémité sud du camping se trouve le refuge de montagne Arthur O. Wheeler, de quarante places, entretenu par le Club alpin du Canada.
Trois sentiers du parc permettent d'observer le glacier. Le premier est celui du Grand Glacier, long de 3,2 km avec un dénivelé de 321 m. Malgré son nom, il se termine au niveau du front glaciaire de 1898 et la pente que forme la roche mère cache désormais le glacier,. Le second est celui de la Crête des Glaciers, long de 5,7 km avec un dénivelé de 958 m, situé sur une crête à l'ouest du glacier. Il offre un point de vue sur les glaciers Illecillewaet et Asulkan, à l'ouest. Le dernier est celui du rocher Perley, long de 5,4 km avec un dénivelé de 1 143 m. Il passe par les fondations du Glacier House et débute par une pente faible qui devient plus forte après la traversée du ruisseau Vaux. L'utilisation de piolet peut être nécessaire. Le sentier se termine sur un point de vue sur le glacier et le névé Illecillewaet. Hors de ces sentiers, il est possible de traverser le glacier et le névé, jusqu'au refuge du Glacier Circle, au sud du névé. La traversée de 14 km avec un dénivelé de 1 425 m, dure entre dix et douze heures de marche. Ce trajet nécessite de l'expérience et un équipement d'alpinisme. La zone est aussi accessible en hiver en ski de randonnée hors piste ; un permis d'accès hivernal est obligatoire pour avoir accès à l'arrière-pays.